# Jennifer Rardin
Œuvres principales
- Série Jaz Parks

Jennifer Rardin, née le 28 avril 1965 à Evansville en Indiana et décédée le 20 septembre 2010, est une écrivaine américaine de fantasy urbaine.

## Biographie
Jennifer Rardin est originaire de l'Indiana. Elle a un diplôme de littérature anglaise.
Avant de devenir écrivain, elle a travaillé pour une chaîne de télévision et comme pédiatre mais a toujours ressenti l’attrait de l’écriture qui l’a amenée à rédiger trois romans. Bien qu'elle n'ait jamais cru que ses trois romans ne soient d'un niveau d'un professionnel de l’écriture, "Je crois qu'ils avaient besoin d'être écrits. Vous ne pouvez pas vous perfectionner si vous ne pratiquez pas".
Lors d'une conversation enjouée avec son mari, elle lui confie qu'elle « adore les vampires ». Il lui suggère qu'elle devrait utiliser ce thème pour écrire des romans. Jennifer ne s'attendait pas à une réponse sérieuse, car elle estimait que « tout avait déjà été écrit à leur sujet » et qu'« il n'y avait plus rien à en dire ». Après un nouvel encouragement de son époux, elle fit une quatrième tentative. Cela donna Jaz Parks, série de fantasy urbaine.

## Œuvres

### SérieJaz Parks
1. Jaz Parks s'en mord les doigts, Milady, 2008 ((en) Once Bitten Twice Shy, 2007)
2. Jaz Parks mord la poussière, Milady, 2009 ((en) Another One Bites the Dust, 2007)
3. Jaz Parks mord à crédit, Milady, 2009 ((en) Biting the Bullet, 2008)
4. Jaz Parks n'en démord pas, Milady, 2011 ((en) Bitten to Death, 2008)
5. (en) One More Bite, 2009
6. (en) Bite Marks, 2009
7. (en) Bitten in Two, 2010
8. (en) The Deadliest Bite, 2011

Nouvelles
- (en) An Evening for Vayl and Jaz, 2011
- (en) Scouting Jasmine, 2011
- (en) The Golem Hunt, 2011

### Nouvelles indépendantes
- (en) The Minion Chronicles: Paul and Brady Get Hoodoo with the Voodoo, 2011
- (en) Zombie Jamboree, 2011
- (en) Quick Bites, 2011